# 藤本能道
藤本 能道（ふじもと よしみち、1919年1月10日 - 1992年5月16日）は日本の陶芸家。東京藝術大学名誉教授。重要無形文化財保持者（人間国宝）。

## 略歴
東京府・南豊島郡大久保村（後の東京市淀橋区、現・東京都新宿区）出身。麹町小学校、府立一中を経て、1941年3月に東京美術学校工芸科図案部卒業後、文部省技術講習所に入所する。1941年12月、加藤土師萌に師事。1944年には東京美術学校教授となった富本憲吉の助手を務めながら、富本が習得した九谷焼系の色絵磁器の技法を学んだ。
1946年には日展、国展に初入選するが、終戦に伴い工芸技術講習所を退所、京都に移る。1950年から1956年まで、鹿児島市に転居。鹿児島市商工課専任として、工芸研究所に勤務する。
1956年には、京都市立美術大学専任講師になる(のち助教授)。1956年日本陶磁協会賞、1965年日本工芸会東京支部展受賞、同年ジュネーブ国際陶芸展で銀賞（「赤絵大壷」）。その後も日本伝統工芸展等で作品を発表した。
1963年、東京藝術大学助教授となる(のち教授)。1973年 東京都青梅市梅郷に築窯する。独自の描画方法、「釉描加彩(ゆうびょうかさい)」を確立。その技術が評価され、1986年4月28日に重要無形文化財「色絵磁器」保持者に認定される。
東京芸術大学教授を経て、1985年から5年間は学長を務めた。
1991年、勲二等旭日重光章受章。
1992年5月16日、東京都葛飾区で逝去。